# Scatterlings of Africa
Scatterlings of Africa (« vagabonds d'Afrique » en anglais) est une chanson de Johnny Clegg parue en 1982 sur l'album Scatterlings de Juluka, ainsi que reprise en 1987 sur l'album Third World Child de Johnny Clegg & Savuka.

## Utilisation au cinéma
Cette chanson est utilisée dans le film Rain Man de Barry Levinson (1988).